# 颍阳镇 (登封市)
颍阳镇是中华人民共和国河南省郑州市登封市下辖的一个镇。

## 行政区划
颍阳镇下辖以下村级行政区划单位：
颍西村、颍北村、颍东村、郝寨村、范寨村、张庄村、刘相村、北寨村、李洼村、宋窑村、于窑村、李庄村、杨岭村、蒋庄村、夏庄村、裴塘村、庄王村、宠窑村、西竹园村、刘村、刘寨村、陈沟村、郭寨村、安寨村和王家堂村。